# تپه کولاژدم کو ۷
تپه کولاژدم کو ۷ مربوط به دوره اشکانیان - دوره ساسانیان است و در شهرستان کوهدشت، بخش طرهان، ۶۰۰ متری جنوبغرب شهر گراب واقع شده و این اثر در تاریخ ۲۸ اسفند ۱۳۸۵ با شمارهٔ ثبت ۱۸۳۱۴ به‌عنوان یکی از آثار ملی ایران به ثبت رسیده است.